# مارك ويلسون (لاعب كرة قدم إسكتلندي)
مارك ويلسون (بالإنجليزية: Mark Wilson)‏ (و. 1984  م) هو لاعب كرة قدم، من المملكة المتحدة، ولد في غلاسكو، مركز لعبه هو ظهير.

## مسيرته الكروية
لعب مارك ويلسون خلال مسيرته الاحترافية مع 4 أندية في ستة عشر موسمًا وسجل خلالها 11 هدفًا ضمن 248 مباراة. حيث فاز في موسمين بالكأس وفي أربعة مواسم بالدوري.
خاض مارك ويلسون مسيرته مع نادي دندي يونايتد في موسم 2001–02 في المرة الأولى ليلعب معه خمسة مواسم ثم في موسم 2013–14 ولمدة موسمين، مشاركًا طوالها في 131 مباراة سجل خلالها 8 أهداف. ثم انتقل إلى نادي سلتيك في موسم 2005–06 ليلعب معه سبعة مواسم، حيث شارك في 98 مباراة سجل خلالها هدفين. لينتقل بعدها إلى نادي بريستول سيتي في موسم 2012–13 لمدة موسم واحد، مشاركًا في 8 مباريات ولم يسجل أي هدف. ثم انتقل إلى نادي دمبرتون في موسم 2014–15 لمدة موسم واحد، مشاركًا في 11 مباراة سجل خلالها هدفًا واحدًا.

## روابط خارجية
- مارك ويلسون على موقع الاتحاد الإسكتلندي (الإنجليزية)
- مارك ويلسون على موقع قاعدة بيانات كرة القدم.إي يو (الإنجليزية)
- مارك ويلسون على موقع ناشيونال فوتبول تيمز (الإنجليزية)
- مارك ويلسون على موقع Soccerbase.com (لاعب) (الإنجليزية)
- مارك ويلسون على موقع عالم كرة القدم.نت (الإنجليزية)